# Joe Donnelly
Joseph Simon Donnelly, Sr. (Massapequa, 29 de Setembro de 1955) é um advogado e político americano, foi Senador pelo estado de Indiana, pelo Partido Democrata. Apesar de ser membro de um Partido bastante progressista, ele é considerado um conservador no campo social, pois é contrário à legalização do aborto, ao casamento gay e defende o direito ao porte de armas. Já no campo econômico tende a ser mais progressista, pois defende o aumento do salário mínimo para os mais pobres e votou a favor do Obamacare em 2010. Durante a eleições de 2012, foi eleito com pouco mais de 50% dos votos, derrotando seu rival republicano Richard Mourdock que ficou com 44% dos votos. Foi Senador por Indiana, também foi Representante pelo 2º distrito do Estado entre 2007 e 2013. Em 2018 tentou a ser reeleito, mas foi derrotado pelo seu rival republicano Mike Braun que obteve 51% dos votos contra 45% dele. Terminou o mandato de Senador no dia 3 de janeiro de 2019.